# Cleistanthus everettii
Cleistanthus everettii är en emblikaväxtart som beskrevs av Charles Budd Robinson. Cleistanthus everettii ingår i släktet Cleistanthus och familjen emblikaväxter. Inga underarter finns listade i Catalogue of Life.